# Vladimír Hanzel

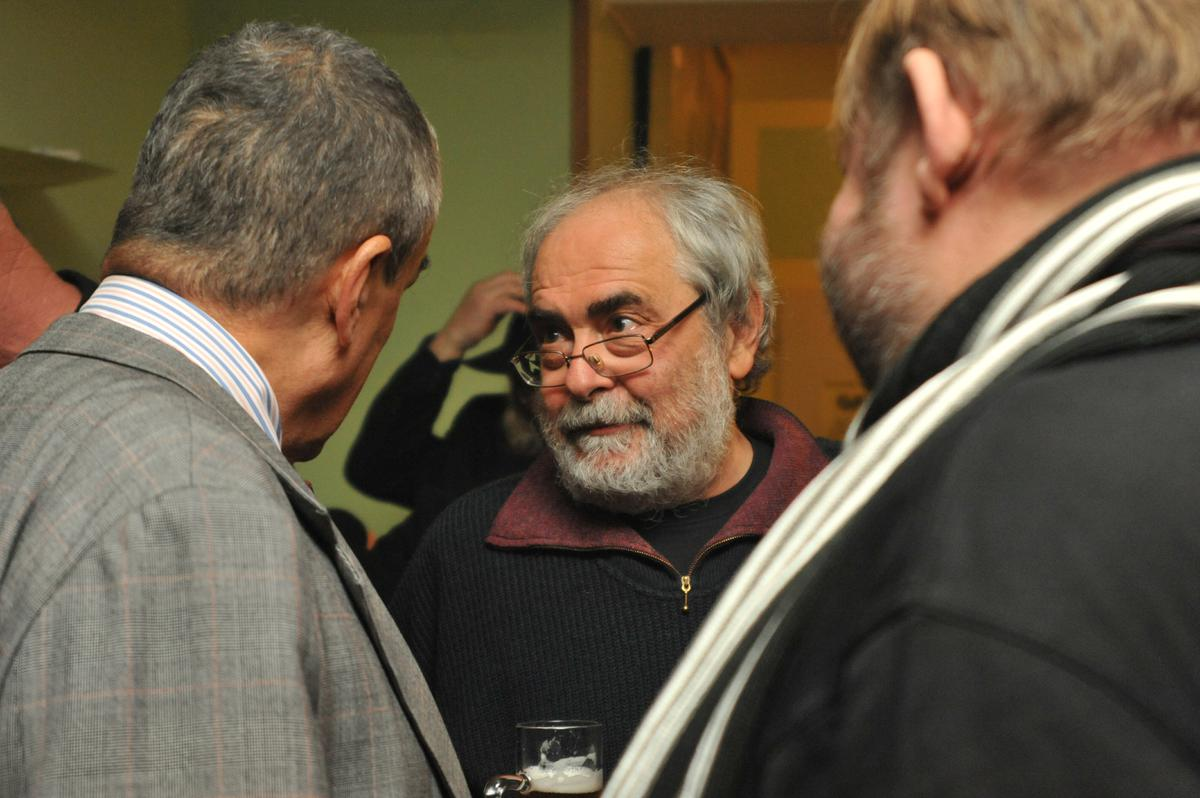
Vladimír Hanzel s Karlem Schwarzenbergem a Jiřím Rejtharem, 28. října 2010

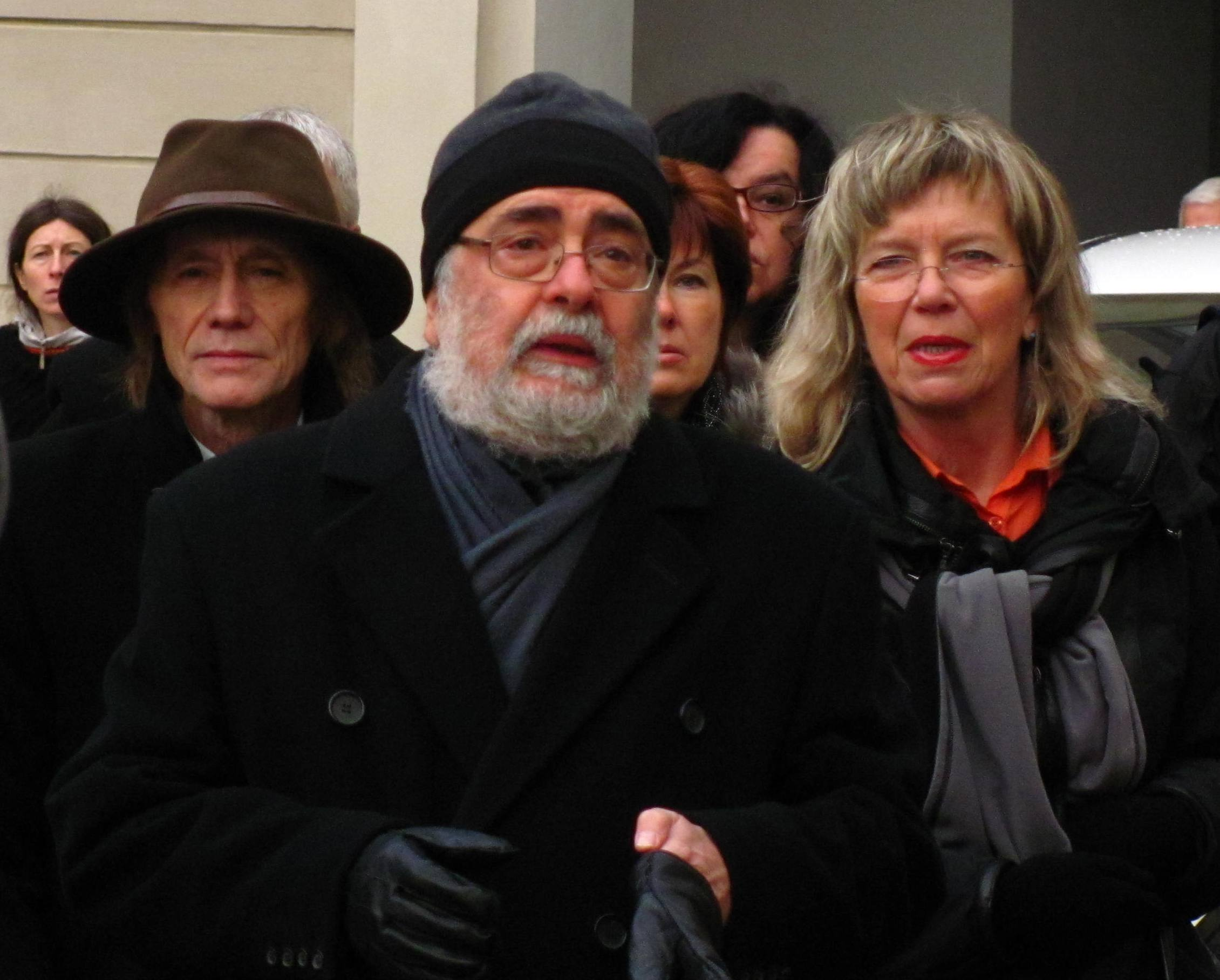
Mezi smutečními hosty (uprostřed) na posledním rozloučení s prezidentem Václavem Havlem (vlevo hudebník Ivan Král, vpravo Jitka Severová), 23. prosince 2011

Vladimír Hanzel (* 27. ledna 1951 Bratislava) je český hudební publicista a kritik.
Od léta 1989 do roku 2003 byl osobním tajemníkem disidenta a poté prezidenta Václava Havla a ředitelem jeho sekretariátu, pak vrchním ředitelem kabinetu ministryně školství, později ředitelem vzdělávacího a kulturního centra Židovského muzea v Praze a internetovým redaktorem v České televizi.

## Život
Dětství prožil na Slovensku. V roce 1961 se přestěhoval s rodiči do Prahy, kde žije dodnes. Od roku 1969 prošel pestrou řadou zaměstnání: referent na Federálním statistickém úřadu, průvodčí a řidič tramvají, uklízeč na ČVUT, prodavač ve stánku Národního muzea, 1979-86 programátor počítačů, samostatný matematik-analytik. 1986–89 svobodné povolání – hudební publicista. Přispíval do tiskovin oficiálních – Melodie, Gramorevue – i nepovolených či exilových – Svědectví, Obsah (obsáhlý článek „Folkové rozjímání“ podepsaný zn. -gfm-) a samizdatových Lidových novin (pod pseudonymem Jan Samson nebo značkou -mus-, od zářijového čísla 1989 už pod vlastním jménem); je rovněž spoluautorem několika knih o hudbě: Rhythm & Blues, Excentrici v přízemí, Encyklopedie jazzu a moderní populární hudby. Podílel se na vzniku několika gramofonových desek, zvláště debutů, např. na první desce Jiřího Dědečka Zabili trafikantku (živá nahrávka z divadla Semafor z března 1989, vydaná ovšem až v roce 1990), nebo rockových skupin Betula Pendula (EP Rock debut č. 3, vydavatelství Panton) a Mňága a Žďorp (EP Rock debut č. 8, vydavatelství Panton). V roce 1990 produkoval živé LP Jima Čerta Světlu vstříc a „volební“ singl Jiřího Dědečka Už jde rudoch od válu.
V létě roku 1989 se stal osobním tajemníkem disidenta Václava Havla. Aktivně se zúčastnil jak zakládání Občanského fóra, tak hlavních jednání OF (a VPN) s tehdejšími představiteli komunistické moci.
V letech 1990–2003 byl tajemníkem prezidenta republiky a ředitelem jeho sekretariátu, 2003–2006 pracoval jako vrchní ředitel Kabinetu ministryně školství mládeže a tělovýchovy Petry Buzkové. V letech 2006–2008 byl ředitelem vzdělávacího a kulturního centra Židovského muzea v Praze.
V letech 2009 až 2015 pracoval v Centru dětských a vzdělávacích pořadů České televize.
Je autorem knihy Zrychlený tep dějin s upravenými autentickými přepisy jednání Občanského fóra a Veřejnosti proti násilí s představiteli moci v listopadu a prosinci 1989 a spoluautorem (s Alenou Müllerovou) knihy Albertov 16:00. Podílel se rovněž na vzniku, natáčení a dokončení filmu Občan Havel jako odborný poradce.
18. 12. 2011 jako první oznámil světu Havlovo úmrtí na sociální síti Facebook: „Dnes ráno v 10:15 zemřel Václav Havel.“
Vladimír Hanzel – členství:
- správní rada – místopředseda, Výbor dobré vůle - Nadace Olgy Havlové
- redakční rada, Mesačník Slovenské dotyky[10], Magazín Slovákov v ČR

## Spisy
- HANZEL, Vladimír, a kol. Excentrici v přízemí : nová vlna v Čechách – příběh dušičkový. Praha: Panton, 1989. 270 s.
- MATZNER, Antonín; POLEDŇÁK, Ivan; WASSERBERGER, Igor, a kol. Encyklopedie jazzu a moderní populární hudby III, Část jmenná, Československá scéna - osobnosti a soubory. Praha: Editio Supraphon, 1990. 652 s. ISBN 80-7058-210-3.
- HANZEL, Vladimír. Zrychlený tep dějin : reálné drama o 10 jednáních; autentické záznamy představitelů státní moci s delegacemi hnutí Občanské fórum a Verejnosť proti násiliu v listopadu a prosinci 1989. 1. vyd. Praha: OK Centrum, 1991. ISBN 80-900270-2-4.
- HANZEL, Vladimír. Zrychlený tep dějin : reálné drama o 10 jednáních; autentické záznamy představitelů státní moci s delegacemi hnutí Občanské fórum a Verejnosť proti násiliu v listopadu a prosinci 1989. 2. vyd. Praha: Galén, 2006. ISBN 80-7262-426-1.
- MÜLLEROVÁ, Alena; HANZEL, Vladimír. Albertov 16:00 Příběhy sametové revoluce. Praha: Nakladatelství Lidové noviny, 2009. ISBN 978-80-7422-002-9.
- DRAŽAN, Jan; PERGLER, Jan. Náš Václav Havel : 27 rozhovorů o kamarádovi, prezidentovi, disidentovi a šéfovi. 1. vyd. Praha: Nakladatelství Zeď, 2016. 384 s. ISBN 978-80-906593-1-5. S. 154 – 169.
- HANZEL, Vladimír. Revoluce (očima) Vladimíra Hanzela. Knihovna Václava Havla, 2014, webová stránka.